# Lijst van landen in 1975
Hieronder volgt een lijst van landen van de wereld in 1975.

## Uitleg
- Op 1 januari 1975 waren er 149 onafhankelijke staten die door een ruime meerderheid van de overige staten erkend werden: 136 leden van de Verenigde Naties alsmede Andorra[1], Liechtenstein, Monaco[2], Nauru, Noord-Korea, Noord-Vietnam, San Marino, Tonga, Vaticaanstad, West-Samoa, Zuid-Korea, Zuid-Vietnam en Zwitserland. De Sovjet-staten Oekraïne en Wit-Rusland waren ook lid van de VN, maar werden niet beschouwd als onafhankelijke landen. Angola, de Comoren, Kaapverdië, Mozambique, Papoea-Nieuw-Guinea, Sao Tomé en Principe en Suriname werden in 1975 onafhankelijk en traden, met uitzondering van Angola, in datzelfde jaar ook toe tot de VN.
- Alle de facto onafhankelijke staten zonder ruime internationale erkenning zijn weergegeven onder het kopje niet algemeen erkende landen.
- Afhankelijke gebieden en gebieden die vaak als afhankelijk gebied werden beschouwd, zijn weergegeven onder het kopje niet-onafhankelijke gebieden.
- Autonome gebieden, bezette gebieden, territoriale aanspraken op Antarctica en micronaties zijn niet op deze pagina weergegeven.

## Staatkundige veranderingen in 1975
- 17 april: de Khmerrepubliek wordt vervangen door Democratisch Kampuchea.[3]
- 30 april: de officiële naam van Zuid-Vietnam verandert van de Republiek Vietnam in de Republiek Zuid-Vietnam.
- 16 mei: volgend op een referendum wordt in het Indiase protectoraat Sikkim de monarchie afgeschaft en Sikkim wordt een deelstaat van India.[4]
- 22 juni: de Britse Salomonseilanden worden hernoemd tot de Salomonseilanden.
- 25 juni: Portugees-Oost-Afrika wordt onafhankelijk van Portugal onder de naam Volksrepubliek Mozambique.[5]
- 5 juli: Kaapverdië wordt onafhankelijk van Portugal.[6]
- 6 juli: de Comoren worden onafhankelijk van Frankrijk.[7] Mayotte blijft echter onder Frans bestuur.
- 12 juli: Sao Tomé en Principe wordt onafhankelijk van Portugal.[8]
- 1 augustus: Cabinda verklaart zich onafhankelijk van Portugal en is de facto onafhankelijk tot het op 11 november bij Angola gaat horen.[9]
- 1 september: de Noordelijke Salomonseilanden worden de facto onafhankelijk van het door Australië bestuurde Papoea-Nieuw-Guinea.
- 16 september: Papoea-Nieuw-Guinea wordt onafhankelijk van Australië.[10]
- 1 oktober: de Britse kolonie Gilbert- en Ellice-eilanden wordt gesplitst in de kolonies Gilberteilanden en Ellice-eilanden.
- 1 oktober: einde van de koloniale status van de Seychellen. In 1976 zal het land onafhankelijk worden.
- 2 november: als gevolg van het uitbreken van de Libanese Burgeroorlog wordt Libanon door Syrische troepen bezet.
- 11 november: Portugees-West-Afrika wordt onafhankelijk van Portugal onder de naam Volksrepubliek Angola.[11]
- 25 november: Suriname wordt onafhankelijk van Nederland.[12]
- 27 november: Marokko en Mauritanië trekken de Westelijke Sahara binnen naar aanleiding van de op 14 november gesloten Madridakkoorden volgens welke Spanje zich terug zal trekken uit de Spaanse Sahara.
- 28 november: Portugees-Timor verklaart zich onafhankelijk van Portugal als Oost-Timor en het is de facto onafhankelijk tot het op 7 december door Indonesië ingenomen wordt.
- 30 november: de Republiek Dahomey wordt de Volksrepubliek Benin.[13]
- 2 december: het Koninkrijk Laos verandert in de Democratische Volksrepubliek Laos.
- 30 december: de Malagassische Republiek wijzigt de naam in de Democratische Republiek Madagaskar.[14]

## Algemeen erkende landen

### A
| Korte landsnaam (Nederlands) | Officiële landsnaam (Nederlands)      | Korte landsnaam (oorspronkelijke taal/talen) |
| ---------------------------- | ------------------------------------- | -------------------------------------------- |
| Afghanistan                  | Republiek Afghanistan                 | Dari en Pasjtoe: Afghānestān / افغانستان     |
| Albanië                      | Volksrepubliek Albanië                | Albanees: Shqipëria                          |
| Algerije                     | Democratische Volksrepubliek Algerije | Arabisch: al-Jazā'ir / الجزائر               |
| Andorra                      | Vorstendom Andorra                    | Catalaans: Andorra                           |
| Angola (vanaf 11 november)   | Volksrepubliek Angola                 | Portugees: Angola                            |
| Argentinië                   | Argentijnse Republiek                 | Spaans: Argentina                            |
| Australië                    | Gemenebest Australië                  | Engels: Australia                            |

### B
| Korte landsnaam (Nederlands)              | Officiële landsnaam (Nederlands)               | Korte landsnaam (oorspronkelijke taal/talen)      |
| ----------------------------------------- | ---------------------------------------------- | ------------------------------------------------- |
| Bahama's                                  | Gemenebest van de Bahama's                     | Engels: The Bahamas                               |
| Bahrein                                   | Staat Bahrein                                  | Arabisch: al-Baḥrayn / البحرين                    |
| Bangladesh                                | Volksrepubliek Bangladesh                      | Bengaals: Bānglādesh / বাংলাদেশ                       |
| Barbados                                  | Barbados                                       | Engels: Barbados                                  |
| België                                    | Koninkrijk België                              | Duits: Belgien Frans: Belgique Nederlands: België |
| Benin (vanaf 30 november)                 | Volksrepubliek Benin                           | Frans: Bénin                                      |
| Bhutan                                    | Koninkrijk Bhutan                              | Dzongkha: Druk Yul / འབྲུག་ཡུལ་                      |
| Birma                                     | Socialistische Republiek van de Unie van Birma | Birmees: Bama /                                   |
| Bolivia                                   | Republiek Bolivia                              | Spaans: Bolivia                                   |
| Bondsrepubliek Duitsland (West-Duitsland) | Bondsrepubliek Duitsland                       | Duits: Bundesrepublik / Deutschland               |
| Botswana                                  | Republiek Botswana                             | Engels: Botswana                                  |
| Brazilië                                  | Federale Republiek Brazilië                    | Portugees: Brasil                                 |
| Bulgarije                                 | Volksrepubliek Bulgarije                       | Bulgaars: Bălgarija / България                    |
| Burundi                                   | Republiek Burundi                              | Frans: Burundi Kirundi: Uburundi                  |

### C
| Korte landsnaam (Nederlands)  | Officiële landsnaam (Nederlands) | Korte landsnaam (oorspronkelijke taal/talen)                         |
| ----------------------------- | -------------------------------- | -------------------------------------------------------------------- |
| Canada                        | Dominion Canada                  | Engels en Frans: Canada                                              |
| Centraal-Afrikaanse Republiek | Centraal-Afrikaanse Republiek    | Frans: République centrafricaine                                     |
| Chili                         | Republiek Chili                  | Spaans: Chile                                                        |
| China                         | Volksrepubliek China             | Standaardmandarijn: Zhongguo / 中国                                  |
| Colombia                      | Republiek Colombia               | Spaans: Colombia                                                     |
| Comoren (vanaf 6 juli)        | Staat Comoren                    | Arabisch: Juzur al-Qamar / جزر القمر Comorees: Komori Frans: Comores |
| Congo                         | Volksrepubliek Congo             | Frans: Congo                                                         |
| Costa Rica                    | Republiek Costa Rica             | Spaans: Costa Rica                                                   |
| Cuba                          | Republiek Cuba                   | Spaans: Cuba                                                         |
| Cyprus                        | Republiek Cyprus                 | Grieks: Kypros / Κυπρος Turks: Kıbrıs                                |

### D
| Korte landsnaam (Nederlands)                    | Officiële landsnaam (Nederlands) | Korte landsnaam (oorspronkelijke taal/talen) |
| ----------------------------------------------- | -------------------------------- | -------------------------------------------- |
| Duitse Democratische Republiek (Oost-Duitsland) | Duitse Democratische Republiek   | Duits: DDR                                   |
| Dahomey (tot 30 november)                       | Republiek Dahomey                | Frans: Dahomey                               |
| Denemarken                                      | Koninkrijk Denemarken            | Deens: Danmark                               |
| Dominicaanse Republiek                          | Dominicaanse Republiek           | Spaans: República Dominicana                 |

### E
| Korte landsnaam (Nederlands)                     | Officiële landsnaam (Nederlands) | Korte landsnaam (oorspronkelijke taal/talen)        |
| ------------------------------------------------ | -------------------------------- | --------------------------------------------------- |
| Ecuador                                          | Republiek Ecuador                | Spaans: Ecuador                                     |
| Egypte                                           | Arabische Republiek Egypte       | Arabisch: Mişr / مصر                                |
| El Salvador                                      | Republiek El Salvador            | Spaans: El Salvador                                 |
| Equatoriaal-Guinea                               | Republiek Equatoriaal-Guinea     | Frans: Guinée Équatoriale Spaans: Guinea Ecuatorial |
| (tot 12 september) Ethiopië (vanaf 12 september) | Ethiopië                         | Amhaars: Ītyop'iya / ኢትዮጵያ                          |

### F
| Korte landsnaam (Nederlands) | Officiële landsnaam (Nederlands) | Korte landsnaam (oorspronkelijke taal/talen)              |
| ---------------------------- | -------------------------------- | --------------------------------------------------------- |
| Fiji]                        | Dominion Fiji                    | Engels: Fiji Fijisch: Viti Fijisch-Hindoestani: Fiji / फ़िजी |
| Filipijnen                   | Republiek der Filipijnen         | Engels: Philippines Filipijns: Pilipinas                  |
| Finland                      | Republiek Finland                | Fins: Suomi Zweeds: Finland                               |
| Frankrijk                    | Franse Republiek                 | Frans: France                                             |

### G
| Korte landsnaam (Nederlands)            | Officiële landsnaam (Nederlands) | Korte landsnaam (oorspronkelijke taal/talen) |
| --------------------------------------- | -------------------------------- | -------------------------------------------- |
| Gabon                                   | Republiek Gabon                  | Frans: Gabon                                 |
| Gambia                                  | Republiek Gambia                 | Engels: The Gambia                           |
| Ghana                                   | Republiek Ghana                  | Engels: Ghana                                |
| Grenada                                 | Grenada                          | Engels: Grenada                              |
| (tot 7 juni) Griekenland (vanaf 7 juni) | Helleense Republiek              | Grieks: Hellas / 'Ελλας                      |
| Guatemala                               | Republiek Guatemala              | Spaans: Guatemala                            |
| Guinee                                  | Republiek Guinee                 | Frans: Guinée                                |
| Guinee-Bissau                           | Republiek Guinee-Bissau          | Portugees: Guiné-Bissau                      |
| Guyana                                  | Coöperatieve Republiek Guyana    | Engels: Guyana                               |

### H
| Korte landsnaam (Nederlands) | Officiële landsnaam (Nederlands) | Korte landsnaam (oorspronkelijke taal/talen) |
| ---------------------------- | -------------------------------- | -------------------------------------------- |
| Haïti                        | Republiek Haïti                  | Frans: Haïti Haïtiaans-Creools: Ayiti        |
| Honduras                     | Republiek Honduras               | Spaans: Honduras                             |
| Hongarije                    | Volksrepubliek Hongarije         | Hongaars: Magyarország                       |

### I
| Korte landsnaam (Nederlands) | Officiële landsnaam (Nederlands) | Korte landsnaam (oorspronkelijke taal/talen)            |
| ---------------------------- | -------------------------------- | ------------------------------------------------------- |
| Ierland                      | Ierland                          | Engels: Ireland Iers: Éire                              |
| IJsland                      | IJsland                          | IJslands: Ísland                                        |
| India                        | Republiek India                  | Engels: India Hindi: Bhārat / भारत                       |
| Indonesië                    | Republiek Indonesië              | Indonesisch: Indonesia                                  |
| Irak                         | Republiek Irak                   | Arabisch: al-ʿIrāq / العراق                             |
| Iran                         | Keizerrijk Iran                  | Perzisch: Īrān / ایران                                  |
| Israël                       | Staat Israël                     | Arabisch: Isrāʾīl / اسرائيل Hebreeuws: Yisra'el / ישראל |
| Italië                       | Italiaanse Republiek             | Italiaans: Italia                                       |
| Ivoorkust                    | Republiek Ivoorkust              | Frans: Côte d'Ivoire                                    |

### J
| Korte landsnaam (Nederlands) | Officiële landsnaam (Nederlands)              | Korte landsnaam (oorspronkelijke taal/talen)                                    |
| ---------------------------- | --------------------------------------------- | ------------------------------------------------------------------------------- |
| Jamaica                      | Jamaica                                       | Engels: Jamaica                                                                 |
| Japan                        | Japan                                         | Japans: Nihon / 日本                                                            |
| Joegoslavië                  | Socialistische Federale Republiek Joegoslavië | Macedonisch en Servo-Kroatisch: Jugoslavija / Југославија Sloveens: Jugoslavija |
| Jordanië                     | Hasjemitisch Koninkrijk Jordanië              | Arabisch: al-ʾUrdun / الأردن                                                    |

### K
| Korte landsnaam (Nederlands)         | Officiële landsnaam (Nederlands) | Korte landsnaam (oorspronkelijke taal/talen)                       |
| ------------------------------------ | -------------------------------- | ------------------------------------------------------------------ |
| Kaapverdië (vanaf 5 juli)            | Republiek Kaapverdië             | Portugees: Cabo Verde                                              |
| (tot 20 mei) Kameroen (vanaf 20 mei) | Verenigde Republiek Kameroen     | Engels: Cameroon Frans: Cameroun                                   |
| Kampuchea (vanaf 17 april)           | Democratisch Kampuchea           | Khmer: Kampuchéa / កម្ពុជា                                            |
| Kenia                                | Republiek Kenia                  | Engels en Swahili: Kenya                                           |
| Khmerrepubliek (tot 17 april)        | Khmerrepubliek                   | Frans: République Khmère Khmer: Sathéaranakrâth Khmer / សាធារណរដ្ឋខ្មែរ |
| Koeweit                              | Staat Koeweit                    | Arabisch: al-Kuwayt / الكويت                                       |

### L
| Korte landsnaam (Nederlands)             | Officiële landsnaam (Nederlands)                                                      | Korte landsnaam (oorspronkelijke taal/talen) |
| ---------------------------------------- | ------------------------------------------------------------------------------------- | -------------------------------------------- |
| (tot 2 december) Laos (vanaf 2 december) | Koninkrijk Laos (tot 2 december) Democratische Volksrepubliek Laos (vanaf 2 december) | Laotiaans: Lao / ນລາວ                        |
| Lesotho                                  | Koninkrijk Lesotho                                                                    | Engels en Zuid-Sotho: Lesotho                |
| Libanon                                  | Republiek Libanon                                                                     | Arabisch: Lubnan / البنانيّة                  |
| Liberia                                  | Republiek Liberia                                                                     | Engels: Liberia                              |
| Libië                                    | Libisch-Arabische Republiek                                                           | Arabisch: Lībīyah / الليبية                  |
| Liechtenstein                            | Vorstendom Liechtenstein                                                              | Duits: Liechtenstein                         |
| Luxemburg                                | Groothertogdom Luxemburg                                                              | Duits: Luxemburg Frans: Luxembourg           |

### M
| Korte landsnaam (Nederlands)   | Officiële landsnaam (Nederlands)   | Korte landsnaam (oorspronkelijke taal/talen)         |
| ------------------------------ | ---------------------------------- | ---------------------------------------------------- |
| Madagaskar (vanaf 30 december) | Democratische Republiek Madagaskar | Frans: Madagascar Plateaumalagasi: Madagasikara      |
| Malagasië (tot 30 december)    | Republiek Malagasië                | Frans: République malgache Plateaumalagasi: Malagasy |
| Malawi                         | Republiek Malawi                   | Engels: Malawi Nyanja: Malaŵi                        |
| Malediven                      | Republiek der Maldiven             | Divehi: Dhivehi Raajje / ގުޖޭއްރާ ޔާއްރިހޫމްޖު                 |
| Maleisië                       | Maleisië                           | Maleis: Malaysia                                     |
| Mali                           | Republiek Mali                     | Frans: Mali                                          |
| Malta                          | Republiek Malta                    | Maltees: Malta                                       |
| Marokko                        | Koninkrijk Marokko                 | Arabisch: al-Maghrib / المغرب                        |
| Mauritanië                     | Islamitische Republiek Mauritanië  | Arabisch: Mūrītāniyyā / موريتانيا                    |
| Mauritius                      | Mauritius                          | Engels: Mauritius                                    |
| Mexico                         | Verenigde Mexicaanse Staten        | Spaans: México                                       |
| Monaco                         | Vorstendom Monaco                  | Frans: Monaco                                        |
| Mongolië                       | Volksrepubliek Mongolië            | Mongools: Mongol Uls / Монгол Улс /                  |
| Mozambique (vanaf 25 juni)     | Volksrepubliek Mozambique          | Portugees: Moçambique                                |

### N
| Korte landsnaam (Nederlands) | Officiële landsnaam (Nederlands)   | Korte landsnaam (oorspronkelijke taal/talen)                                  |
| ---------------------------- | ---------------------------------- | ----------------------------------------------------------------------------- |
| Nauru                        | Republiek Nauru                    | Engels: Nauru Nauruaans: Naoero                                               |
| Nederland                    | Koninkrijk der Nederlanden         | Nederlands: Nederland                                                         |
| Nepal                        | Koninkrijk Nepal                   | Nepalees: Nepal / नेपाल                                                         |
| Nicaragua                    | Republiek Nicaragua                | Spaans: Nicaragua                                                             |
| Nieuw-Zeeland                | Dominion Nieuw-Zeeland             | Engels: New Zealand                                                           |
| Niger                        | Republiek Niger                    | Frans: Niger                                                                  |
| Nigeria                      | Federale Republiek Nigeria         | Engels: Nigeria                                                               |
| Noord-Jemen                  | Jemenitische Arabische Republiek   | Arabisch: al-Jamhūrīyah al-`Arabīyah al-Yamanīyah / الجمهوريّة العربية اليمنية |
| Noord-Korea                  | Democratische Volksrepubliek Korea | Koreaans: Chosŏn / 조선                                                       |
| Noord-Vietnam                | Democratische Republiek Vietnam    | Vietnamees: Việt Nam                                                          |
| Noorwegen                    | Koninkrijk Noorwegen               | Bokmål: Norge Nynorsk: Noreg                                                  |

### O
| Korte landsnaam (Nederlands) | Officiële landsnaam (Nederlands) | Korte landsnaam (oorspronkelijke taal/talen) |
| ---------------------------- | -------------------------------- | -------------------------------------------- |
| Oeganda                      | Republiek Oeganda                | Engels: Uganda                               |
| Oman                         | Sultanaat Oman                   | Arabisch: ʿUmān / عُمان                       |
| Oostenrijk                   | Republiek Oostenrijk             | Duits: Österreich                            |
| Opper-Volta                  | Republiek Opper-Volta            | Frans: Haute-Volta                           |

### P
| Korte landsnaam (Nederlands)             | Officiële landsnaam (Nederlands)         | Korte landsnaam (oorspronkelijke taal/talen)                               |
| ---------------------------------------- | ---------------------------------------- | -------------------------------------------------------------------------- |
| Pakistan                                 | Islamitische Republiek Pakistan          | Engels: Pakistan Urdu: Pākistān / پاکستان                                  |
| Panama                                   | Republiek Panama                         | Spaans: Panamá                                                             |
| Papoea-Nieuw-Guinea (vanaf 16 september) | Onafhankelijke Staat Papoea-Nieuw-Guinea | Engels: Papua New Guinea Hiri Motu: Papu Niu Gini Tok Pisin: Papua Niugini |
| Paraguay                                 | Republiek Paraguay                       | Spaans: Paraguay                                                           |
| Peru                                     | Peruviaanse Republiek                    | Spaans: Perú                                                               |
| Polen                                    | Volksrepubliek Polen                     | Pools: Polska                                                              |
| Portugal                                 | Portugese Republiek                      | Portugees: Portugal                                                        |

### Q
| Korte landsnaam (Nederlands) | Officiële landsnaam (Nederlands) | Korte landsnaam (oorspronkelijke taal/talen) |
| ---------------------------- | -------------------------------- | -------------------------------------------- |
| Qatar                        | Staat Qatar                      | Arabisch: Qatar / قطر                        |

### R
| Korte landsnaam (Nederlands) | Officiële landsnaam (Nederlands) | Korte landsnaam (oorspronkelijke taal/talen) |
| ---------------------------- | -------------------------------- | -------------------------------------------- |
| Roemenië                     | Socialistishe Republiek Roemenië | Roemeens: România                            |
| Rwanda                       | Republiek Rwanda                 | Engels, Frans en Kinyarwanda: Rwanda         |

### S
| Korte landsnaam (Nederlands)         | Officiële landsnaam (Nederlands)                       | Korte landsnaam (oorspronkelijke taal/talen)                                               |
| ------------------------------------ | ------------------------------------------------------ | ------------------------------------------------------------------------------------------ |
| San Marino                           | Republiek San Marino                                   | Italiaans: San Marino                                                                      |
| Sao Tomé en Principe (vanaf 12 juli) | Democratische Republiek Sao Tomé en Principe           | Portugees: São Tomé e Príncipe                                                             |
| Saoedi-Arabië                        | Koninkrijk Saoedi-Arabië                               | Arabisch: al-ʿArabiya as-Saʿūdiyya / العربيّة السعودية                                      |
| Senegal                              | Republiek Senegal                                      | Frans: Sénégal                                                                             |
| Sierra Leone                         | Republiek Sierra Leone                                 | Engels: Sierra Leone                                                                       |
| Singapore                            | Republiek Singapore                                    | Engels: Singapore Maleis: Singapura Mandarijn: Xinjiapo / 新加坡 Tamil: Čiṅkappūr / சிங்கப்பூர் |
| Soedan                               | Democratische Republiek Soedan                         | Arabisch: as-Sūdān / السودان                                                               |
| Somalië                              | Somalische Democratische Republiek                     | Arabisch: Aṣ-Ṣūmāl / الصومال Somalisch: Soomaaliya                                         |
| Sovjet-Unie                          | Unie van Socialistische Sovjetrepublieken (USSR)       | Russisch: Sovjetski Sojoez / Советский Союз                                                |
| Spanje                               | Spaanse Staat                                          | Spaans: España                                                                             |
| Sri Lanka                            | Vrije, Soevereine en Democratische Republiek Sri Lanka | Singalees: Srī Lankā / ශ්‍රී ලංකා Tamil: Llankai / இலங்கை                                          |
| Suriname (vanaf 25 november)         | Republiek Suriname                                     | Nederlands: Suriname                                                                       |
| Swaziland                            | Koninkrijk Swaziland                                   | Engels: Swaziland Swazi: eSwatini                                                          |
| Syrië                                | Arabische Republiek Syrië                              | Arabisch: Sūrīyā / سوريا                                                                   |

### T
| Korte landsnaam (Nederlands) | Officiële landsnaam (Nederlands)           | Korte landsnaam (oorspronkelijke taal/talen)         |
| ---------------------------- | ------------------------------------------ | ---------------------------------------------------- |
| Tanzania                     | Verenigde Republiek Tanzania               | Engels: Tanzania                                     |
| Thailand                     | Koninkrijk Thailand                        | Thai: Prathet Thai / ประเทศไทย                       |
| Togo                         | Republiek Togo                             | Frans: Togo                                          |
| Tonga                        | Koninkrijk Tonga                           | Engels en Tongaans: Tonga                            |
| Trinidad en Tobago           | Trinidad en Tobago                         | Engels: Trinidad and Tobago                          |
| Tsjaad                       | Republiek Tsjaad                           | Arabisch: Tšād / تشاد Frans: Tchad                   |
| Tsjecho-Slowakije            | Tsjecho-Slowaakse Socialistische Republiek | Slowaaks: Česko-Slovensko Tsjechisch: Československo |
| Tunesië                      | Republiek Tunesië                          | Arabisch: Tūnis / تونس                               |
| Turkije                      | Republiek Turkije                          | Turks: Türkiye                                       |

### U
| Korte landsnaam (Nederlands) | Officiële landsnaam (Nederlands)    | Korte landsnaam (oorspronkelijke taal/talen) |
| ---------------------------- | ----------------------------------- | -------------------------------------------- |
| Uruguay                      | Republiek ten oosten van de Uruguay | Spaans: Uruguay                              |

### V
| Korte landsnaam (Nederlands) | Officiële landsnaam (Nederlands)                          | Korte landsnaam (oorspronkelijke taal/talen)                              |
| ---------------------------- | --------------------------------------------------------- | ------------------------------------------------------------------------- |
| Vaticaanstad                 | Staat Vaticaanstad                                        | Italiaans: Città del Vaticano                                             |
| Venezuela                    | Verenigde Staten van Venezuela                            | Spaans: Venezuela                                                         |
| Verenigd Koninkrijk          | Verenigd Koninkrijk van Groot-Brittannië en Noord-Ierland | Engels: United Kingdom                                                    |
| Verenigde Arabische Emiraten | Verenigde Arabische Emiraten (VAE)                        | Arabisch: Al-ʾImārāt al-ʿArabiyya al-Muttaḥida / الإمارات العربيّة المتّحدة |
| Verenigde Staten             | Verenigde Staten van Amerika                              | Engels: United States                                                     |

### W
| Korte landsnaam (Nederlands) | Officiële landsnaam (Nederlands) | Korte landsnaam (oorspronkelijke taal/talen)   |
| ---------------------------- | -------------------------------- | ---------------------------------------------- |
| West-Samoa                   | Onafhankelijke Staat West-Samoa  | Engels: Western Samoa Samoaans: Sāmoa i Sisifo |

### Z
| Korte landsnaam (Nederlands)                 | Officiële landsnaam (Nederlands)                                         | Korte landsnaam (oorspronkelijke taal/talen)                                                       |
| -------------------------------------------- | ------------------------------------------------------------------------ | -------------------------------------------------------------------------------------------------- |
| Zaïre                                        | Republiek Zaïre                                                          | Frans: Zaïre                                                                                       |
| Zambia                                       | Republiek Zambia                                                         | Engels: Zambia                                                                                     |
| Zuid-Afrika                                  | Republiek Zuid-Afrika                                                    | Afrikaans: Suid-Afrika Engels: South Africa Nederlands: Zuid-Afrika                                |
| Zuid-Jemen                                   | Democratische Volksrepubliek Jemen                                       | Arabisch: Jumhūrīyyat al-Yaman ad-Dīmuqrāţīyyah ash-Sha'bīyyah / جمهورية اليَمَنْ الديمُقراطية الشَعْبِيّة |
| Zuid-Korea                                   | Republiek Korea                                                          | Koreaans: Han Kuk / 한국                                                                           |
| (tot 30 april) Zuid-Vietnam (vanaf 30 april) | Republiek Vietnam (tot 30 april) Republiek Zuid-Vietnam (vanaf 30 april) | Vietnamees: Nam Việt Nam                                                                           |
| Zweden                                       | Koninkrijk Zweden                                                        | Zweeds: Sverige                                                                                    |
| Zwitserland                                  | Zwitserse Bondsstaat                                                     | Duits: Schweiz Frans: Suisse Italiaans: Svizzera                                                   |

## Niet algemeen erkende landen
In onderstaande lijst zijn landen opgenomen die een ruime internationale erkenning misten, maar wel de facto onafhankelijk waren en de onafhankelijkheid hadden uitgeroepen.
| Korte landsnaam (Nederlands)                     | Officiële landsnaam (Nederlands)              | Korte landsnaam (oorspronkelijke taal/talen)                              |
| ------------------------------------------------ | --------------------------------------------- | ------------------------------------------------------------------------- |
| Cabinda (van 1 augustus tot 11 november)         | Republiek Cabinda                             | Ibinda: Kabinda Portugees: Cabinda                                        |
| Noordelijke Salomonseilanden (vanaf 1 september) | Republiek van de Noordelijke Salomonseilanden | Engels: North Solomons                                                    |
| Oost-Timor (van 28 november tot 7 december)      | Democratische Republiek Oost-Timor            | Portugees: Timor-Leste Tetun: Timór-Leste                                 |
| Rhodesië                                         | Republiek Rhodesië                            | Engels: Rhodesia                                                          |
| Taiwan                                           | Republiek China                               | Standaardmandarijn: Taiwan / 台湾 (officieel: Chunghua Minkuo / 中華民國) |

## Niet-onafhankelijke gebieden
Hieronder staat een lijst van afhankelijke gebieden inclusief Åland en Spitsbergen. Antarctische claims zijn niet in de lijst opgenomen.

### Amerikaans-Britse condominia
| Korte landsnaam (Nederlands) | Status      | Korte landsnaam (oorspronkelijke taal/talen) |
| ---------------------------- | ----------- | -------------------------------------------- |
| Canton en Enderbury          | Condominium | Engels: Canton and Enderbury Islands         |

### Amerikaanse niet-onafhankelijke gebieden
De Amerikaanse Maagdeneilanden, Guam en Puerto Rico waren organized unincorporated territories, wat wil zeggen dat het afhankelijke gebieden waren van de Verenigde Staten met een bepaalde vorm van zelfbestuur. Daarnaast waren er nog een aantal unorganized unincorporated territories: Baker, Howland, Jarvis, Johnston, Kingman, Midway, Navassa, de Panamakanaalzone, de Petreleilanden, Quita Sueño, Roncador, Serrana, Serranilla en Wake. Deze gebieden waren ook afhankelijke gebieden van de VS, maar kenden geen vorm van zelfbestuur. Amerikaans-Samoa was officieel ook een unorganized unincorporated territory, maar bezat wel een bepaalde vorm van zelfbestuur. Palmyra was een unorganized incorporated territory en was dus wel een integraal onderdeel was van de Verenigde Staten, maar werd vaak wel als afhankelijk gebied beschouwd. Het Trustgebied van de Pacifische Eilanden was een trustgebied van de Verenigde Naties onder Amerikaans bestuur.
Diverse eilandgebieden werden door de Verenigde Staten geclaimd als unorganized unincorporated territories, maar werden door andere landen bestuurd. De eilandgebieden Birnie, Caroline, Fanning, Flint, Funafuti, Gardner, Kersteiland, Malden, McKean, Nukufetau, Nukulaelae, Niulakita, Phoenix, Starbuck, Sydney, Vostok en Washington vielen onder het bestuur van het Verenigd Koninkrijk (als onderdeel van de Gilbert- en Ellice-eilanden). De eilandgebieden Manihiki, Penrhyn, Pukapuka en Rakahanga vielen onder het bestuur van de Cookeilanden (Nieuw-Zeeland); en de eilandgebieden Atafu, Bowditch en Nukunonu vielen onder het bestuur van Nieuw-Zeeland (als onderdeel van de Tokelau-eilanden).
| Korte landsnaam (Nederlands)          | Status                                          | Korte landsnaam (oorspronkelijke taal/talen)   |
| ------------------------------------- | ----------------------------------------------- | ---------------------------------------------- |
| Amerikaanse Maagdeneilanden           | Organized unincorporated territory              | Engels: United States Virgin Islands           |
| Amerikaans-Samoa                      | Unorganized unincorporated territory            | Engels: American Samoa Samoaans: Amerika Sāmoa |
| Baker                                 | Unorganized unincorporated territory            | Engels: Baker Island                           |
| Guam                                  | Organized unincorporated territory              | Engels: Guam Chamorro: Guåhan                  |
| Howland                               | Unorganized unincorporated territory            | Engels: Howland Island                         |
| Jarvis                                | Unorganized unincorporated territory            | Engels: Jarvis Island                          |
| Johnston                              | Unorganized unincorporated territory            | Engels: Johnston Atoll                         |
| Kingman                               | Unorganized unincorporated territory            | Engels: Kingman Reef                           |
| Midway                                | Unorganized unincorporated territory            | Engels: Midway Islands                         |
| Navassa                               | Unorganized unincorporated territory            | Engels: Navassa Island                         |
| Palmyra                               | Unorganized incorporated territory              | Engels: Palmyra Atoll                          |
| Panamakanaalzone                      | Unorganized unincorporated territory            | Engels: Panama Canal Zone                      |
| Petreleilanden                        | Unorganized unincorporated territory            | Engels: Petrel Islands                         |
| Puerto Rico                           | Organized unincorporated territory (Gemenebest) | Engels en Spaans: Puerto Rico                  |
| Quita Sueño                           | Unorganized unincorporated territory            | Engels: Quitasueño Bank                        |
| Roncador                              | Unorganized unincorporated territory            | Engels: Roncador Bank                          |
| Serrana                               | Unorganized unincorporated territory            | Engels: Serrana Bank                           |
| Serranilla                            | Unorganized unincorporated territory            | Engels: Serranilla Bank                        |
| Trustschap van de Pacifische Eilanden | Trustgebied                                     | Engels: Trust Territory of the Pacific Islands |
| Wake                                  | Unorganized unincorporated territory            | Engels: Wake Island                            |

### Australische niet-onafhankelijke gebieden
De externe territoria van Australië werden door de Australische overheid gezien als een integraal onderdeel van Australië, maar werden vaak toch beschouwd als afhankelijke gebieden van Australië. Het Australisch Antarctisch Territorium werd als claim internationaal niet erkend en is derhalve niet in deze lijst opgenomen.
| Korte landsnaam (Nederlands)           | Status                            | Korte landsnaam (oorspronkelijke taal/talen) |
| -------------------------------------- | --------------------------------- | -------------------------------------------- |
| Christmaseiland                        | Extern territorium                | Engels: Christmas Island                     |
| Cocoseilanden                          | Extern territorium                | Engels: Cocos (Keeling) Islands              |
| Heard en McDonaldeilanden              | Extern territorium                | Engels: Heard Island and McDonald Islands    |
| Koraalzee-eilanden                     | Extern territorium                | Engels: Coral Sea Islands                    |
| Norfolk                                | Extern territorium                | Engels: Norfolk Island                       |
| Papoea-Nieuw-Guinea (tot 16 september) | Trustgebied en extern territorium | Engels: Papua New Guinea                     |

### Brits-Franse condominia
| Korte landsnaam (Nederlands) | Status      | Korte landsnaam (oorspronkelijke taal/talen)  |
| ---------------------------- | ----------- | --------------------------------------------- |
| Nieuwe Hebriden              | Condominium | Engels: New Hebrides Frans: Nouvelle-Hébrides |

### Britse niet-onafhankelijke gebieden
In onderstaande lijst zijn onder meer de Britse (kroon)kolonies en protectoraten weergegeven. De claim van het Brits Antarctisch Territorium werd internationaal niet erkend en daarom is deze kolonie niet in de lijst opgenomen. Jersey, Guernsey en Man hadden als Britse Kroonbezittingen niet de status van kolonie, maar hadden een andere relatie tot het Verenigd Koninkrijk. Antigua, Dominica, Saint Christopher, Nevis en Anguilla, Saint Lucia en Saint Vincent waren associated states (geassocieerde staten) in vrije associatie met het Verenigd Koninkrijk. Brunei stond als protected state onder Britse protectie, maar was, in tegenstelling tot daadwerkelijke protectoraten, grotendeels autonoom aangaande interne aangelegenheden. Canton en Enderbury (een Amerikaans-Brits condominium), de Ellice-eilanden, de Gilberteilanden en de Nieuwe Hebriden (een Brits-Frans condominium) werden door één enkele vertegenwoordiger van de Britse Kroon bestuurd onder de naam Britse West-Pacifische Territoria, maar zijn wel apart in de lijst opgenomen.
| Korte landsnaam (Nederlands)                | Status                                                                           | Korte landsnaam (oorspronkelijke taal/talen)                                        |
| ------------------------------------------- | -------------------------------------------------------------------------------- | ----------------------------------------------------------------------------------- |
| Akrotiri en Dhekelia                        | Kolonie                                                                          | Engels: Akrotiri and Dhekelia Grieks: Akrotiri kai Dhekelia / Ακρωτήρι και Δεκέλεια |
| Antigua                                     | Geassocieerde staat                                                              | Engels: Antigua                                                                     |
| Belize                                      | Kolonie met zelfbestuur                                                          | Engels: Belize                                                                      |
| Bermuda                                     | Kolonie met zelfbestuur                                                          | Engels: Bermuda                                                                     |
| Brits Indische Oceaanterritorium            | Kolonie                                                                          | Engels: British Indian Ocean Territory                                              |
| Britse Maagdeneilanden                      | Kolonie met zelfbestuur                                                          | Engels: British Virgin Islands                                                      |
| Britse Salomonseilanden (tot 22 juni)       | Protectoraat                                                                     | Engels: British Solomon Islands                                                     |
| Brunei                                      | Protected state                                                                  | Engels en Maleis: Brunei                                                            |
| Dominica                                    | Geassocieerde staat                                                              | Engels: Dominica                                                                    |
| Ellice-eilanden (vanaf 1 oktober)           | Kolonie                                                                          | Engels: Ellice Islands                                                              |
| Falklandeilanden                            | Kroonkolonie                                                                     | Engels: Falkland Islands                                                            |
| Gilberteilanden (vanaf 1 oktober)           | Kroonkolonie                                                                     | Engels: Gilbert Islands                                                             |
| Gilbert- en Ellice-eilanden (tot 1 oktober) | Kroonkolonie                                                                     | Engels: Gilbert and Ellice Islands                                                  |
| Gibraltar                                   | Kroonkolonie                                                                     | Engels: Gibraltar                                                                   |
| Guernsey                                    | Brits Kroonbezit                                                                 | Engels: Guernsey Frans: Guernesey                                                   |
| Hongkong                                    | Kroonkolonie                                                                     | Engels: Hong Kong Kantonees: Hong Kong / 香港                                       |
| Jersey                                      | Brits Kroonbezit                                                                 | Engels en Frans: Jersey                                                             |
| Kaaimaneilanden                             | Kroonkolonie                                                                     | Engels: Cayman Islands                                                              |
| Man                                         | Brits Kroonbezit                                                                 | Engels: Isle of Man Manx-Gaelisch: Ellan Vannin                                     |
| Montserrat                                  | Kroonkolonie                                                                     | Engels: Montserrat                                                                  |
| Pitcairneilanden                            | Kolonie                                                                          | Engels: Pitcairn Islands Pitcairnees: Pitkern Ailen                                 |
| Saint Christopher, Nevis en Anguilla        | Geassocieerde staat                                                              | Engels: Saint Christopher, Nevis and Anguilla                                       |
| Saint Lucia                                 | Geassocieerde staat                                                              | Engels: Saint Lucia                                                                 |
| Saint Vincent                               | Geassocieerde staat                                                              | Engels: Saint Vincent                                                               |
| Salomonseilanden (vanaf 22 juni)            | Protectoraat                                                                     | Engels: Solomon Islands                                                             |
| Seychellen                                  | Kolonie met zelfbestuur (tot 1 oktober) Gebied met zelfbestuur (vanaf 1 oktober) | Engels: Seychelles                                                                  |
| Sint-Helena                                 | Kroonkolonie                                                                     | Engels: Saint Helena                                                                |
| Turks- en Caicoseilanden                    | Kroonkolonie                                                                     | Engels: Turks and Caicos Islands                                                    |
| Zuid-Rhodesië                               | Kolonie met zelfbestuur                                                          | Engels: Southern Rhodesia                                                           |

### Deense niet-onafhankelijke gebieden
Faeröer was een autonome provincie van Denemarken en maakte eigenlijk integraal deel uit van dat land, maar werd vaak beschouwd als afhankelijk gebied. Groenland was een gewone provincie van Denemarken en had geen autonome status, maar werd ook vaak gezien als afhankelijk gebied.
| Korte landsnaam (Nederlands) | Status             | Korte landsnaam (oorspronkelijke taal/talen) |
| ---------------------------- | ------------------ | -------------------------------------------- |
| Faeröer                      | Autonome provincie | Deens: Færøerne Faeröers: Føroyar            |
| Groenland                    | Provincie          | Deens: Grønland                              |

### Finse niet-onafhankelijke gebieden
Åland maakte eigenlijk integraal onderdeel uit van Finland, maar heeft sinds de Vrede van Parijs (1856) een internationaal erkende speciale status met grote autonomie.
| Korte landsnaam (Nederlands) | Status          | Korte landsnaam (oorspronkelijke taal/talen) |
| ---------------------------- | --------------- | -------------------------------------------- |
| Åland                        | Autonoom gebied | Zweeds: Åland                                |

### Franse niet-onafhankelijke gebieden
Alle Franse overzeese gebieden maakten integraal onderdeel uit van Frankrijk en het land kende dus officieel geen afhankelijke gebieden. De Franse overzeese gebieden werden echter wel vaak als zodanig beschouwd, al werden soms alleen de overzeese gebieden die geen overzees departement waren, beschouwd als afhankelijke gebieden. Voor de volledigheid zijn hier alle Franse overzeese gebieden opgenomen. De Franse Zuidelijke en Antarctische Gebieden bestonden uit vier districten: Saint-Paul en Amsterdam, de Crozeteilanden, de Kerguelen en Adélieland. De Antarctische claim op Adélieland werd internationaal niet erkend. Het bestuur van de Verspreide Eilanden in de Indische Oceaan viel onder de verantwoordelijkheid van Réunion en daarom is dit gebied niet apart in de lijst opgenomen.
| Korte landsnaam (Nederlands) | Status                                  | Korte landsnaam (oorspronkelijke taal/talen)       |
| ---------------------------- | --------------------------------------- | -------------------------------------------------- |
| Afar- en Issaland            | Overzees territorium                    | Frans: Territoire français des Afars et des Issas  |
| Comoren (tot 6 juli)         | Autonoom overzees territorium           | Frans: Comores                                     |
| Franse Zuidelijke Gebieden   | Overzees territorium                    | Frans: Terres australes et antarctiques françaises |
| Frans-Guyana                 | Overzeese regio en overzees departement | Frans: Guyane                                      |
| Frans-Polynesië              | Overzees territorium                    | Frans: Polynésie française                         |
| Guadeloupe                   | Overzeese regio en overzees departement | Frans: Guadeloupe                                  |
| Martinique                   | Overzeese regio en overzees departement | Frans: Martinique                                  |
| Mayotte (vanaf 6 juli)       | Overzees territorium                    | Frans: Mayotte                                     |
| Nieuw-Caledonië              | Overzees territorium                    | Frans: Nouvelle-Calédonie                          |
| Réunion                      | Overzeese regio en overzees departement | Frans: Réunion                                     |
| Saint-Pierre en Miquelon     | Overzees territorium                    | Frans: Saint-Pierre et Miquelon                    |
| Wallis en Futuna             | Overzees territorium                    | Frans: Wallis-et-Futuna                            |

### Indiase niet-onafhankelijke gebieden
| Korte landsnaam (Nederlands) | Status                          | Korte landsnaam (oorspronkelijke taal/talen)                              |
| ---------------------------- | ------------------------------- | ------------------------------------------------------------------------- |
| Sikkim (tot 16 mei)          | Protectoraat: Koninkrijk Sikkim | Engels: Sikkim Nepalees: Sikkim / सिक्किम Sikkimees: ′Bras Ljongs / འབྲས་ལྗོངས་ |

### Nederlandse niet-onafhankelijke gebieden
Het Koninkrijk der Nederlanden bestond uit drie gelijkwaardige landen: Nederland, Suriname (tot 25 november) en de Nederlandse Antillen. Deze laatste twee waren dus officieel geen afhankelijke gebieden van Nederland, maar werden vaak toch als zodanig gezien.
| Korte landsnaam (Nederlands) | Status | Korte landsnaam (oorspronkelijke taal/talen)                                             |
| ---------------------------- | ------ | ---------------------------------------------------------------------------------------- |
| Nederlandse Antillen         | Land   | Engels: Netherlands Antilles Nederlands: Nederlandse Antillen Papiaments: Antia Hulandes |
| Suriname (tot 25 november)   | Land   | Nederlands: Suriname                                                                     |

### Nieuw-Zeelandse niet-onafhankelijke gebieden
De Cookeilanden en Niue waren zelfbesturende gebieden in vrije associatie met Nieuw-Zeeland en werden soms als onafhankelijke landen gezien.
| Korte landsnaam (Nederlands) | Status             | Korte landsnaam (oorspronkelijke taal/talen)       |
| ---------------------------- | ------------------ | -------------------------------------------------- |
| Cookeilanden                 | Vrije associatie   | Engels: Cook Islands Cookeilandmaori: Kūki 'Āirani |
| Niue                         | Vrije associatie   | Engels: Niue Niuees: Niuē Fekai                    |
| Tokelau-eilanden             | Afhankelijk gebied | Engels: Tokelau Islands                            |

### Noorse niet-onafhankelijke gebieden
Spitsbergen maakte eigenlijk integraal onderdeel uit van Noorwegen, maar had volgens het Spitsbergenverdrag een internationaal erkende speciale status met grote autonomie. Jan Mayen viel niet onder het Spitsbergenverdrag, maar werd wel bestuurd door de gouverneur van Spitsbergen. Voor statistische doeleinden was Jan Mayen in ISO 3166 dan ook samengevoegd met Spitsbergen als Spitsbergen en Jan Mayen. Bouveteiland, Peter I-eiland en Koningin Maudland waren afhankelijke gebieden van Noorwegen, maar de (Antarctische) claims op de laatste twee werden internationaal niet erkend.
| Korte landsnaam (Nederlands) | Status                                                 | Korte landsnaam (oorspronkelijke taal/talen) |
| ---------------------------- | ------------------------------------------------------ | -------------------------------------------- |
| Bouvet                       | Afhankelijk gebied                                     | Noors: Bouvetøya                             |
| Jan Mayen                    | Gebied onder bestuur van de gouverneur van Spitsbergen | Noors: Jan Mayen                             |
| Spitsbergen                  | Gebied met speciale status                             | Noors: Svalbard                              |

### Portugese niet-onafhankelijke gebieden
De Portugese overzeese provincies waren officieel een integraal onderdeel van Portugal, maar werden internationaal als Portugese kolonies beschouwd. De overzeese provincie Portugees-Timor werd in 1975 door Indonesië bezet, de andere provincies verkregen, met uitzondering van Macau, de onafhankelijkheid.
| Korte landsnaam (Nederlands)       | Status                                                  | Korte landsnaam (oorspronkelijke taal/talen) |
| ---------------------------------- | ------------------------------------------------------- | -------------------------------------------- |
| Angola (tot 11 november)           | Overzeese provincie                                     | Portugees: Angola                            |
| Kaapverdië (tot 5 juli)            | Overzeese provincie met autonomie: Republiek Kaapverdië | Portugees: Cabo Verde                        |
| Macau                              | Overzeese provincie                                     | Portugees: Macau                             |
| Mozambique (tot 25 juni)           | Overzeese provincie met autonomie                       | Portugees: Moçambique                        |
| Portugees-Timor (tot 7 december)   | Overzeese provincie                                     | Portugees: Timor Português                   |
| Sao Tomé en Principe (tot 12 juli) | Overzeese provincie met autonomie                       | Portugees: São Tomé e Príncipe               |

### Spaanse niet-onafhankelijke gebieden
De Spaanse Sahara was als overzeese provincie een integraal onderdeel van Spanje, maar werd internationaal gezien als een Spaanse kolonie.
| Korte landsnaam (Nederlands) | Status              | Korte landsnaam (oorspronkelijke taal/talen) |
| ---------------------------- | ------------------- | -------------------------------------------- |
| Spaanse Sahara               | Overzeese provincie | Spaans: Sahara Español                       |

### Zuid-Afrikaanse niet-onafhankelijke gebieden
| Korte landsnaam (Nederlands) | Status        | Korte landsnaam (oorspronkelijke taal/talen)                                    |
| ---------------------------- | ------------- | ------------------------------------------------------------------------------- |
| Zuidwest-Afrika              | Mandaatgebied | Afrikaans: Suidwes-Afrika Engels: South West Africa Nederlands: Zuidwest-Afrika |